# ロジスティードソリューションズ
ロジスティードソリューションズ株式会社は、東京都中央区に本社を置く、主としてWMSソリューションを提供する物流システム関連のシステムインテグレーターである。
日立グループ唯一のWMSに特化したシステムインテグレーターであると同時に、ロジスティードグループ唯一の情報通信分野を担う企業である。

## 事業所
- 本社 - 〒104-8350 東京都中央区京橋2丁目9-2 ロジスティードビル[2]
- 北海道事業所 - 〒060-0042 北海道札幌市中央区南1条西6-11  札幌北辰ビル[2]
- 秋田事業所 - 〒010-0923 秋田県秋田市旭北錦町1-14 秋田ファーストビル[2]
- 茨城事業所 - 〒311-0101 茨城県那珂市本米崎2364－1[2]
- 江東事業所 - 〒135-0016 東京都江東区東陽7-2-14 東陽MKビル
- 中部事業所 - 〒460-0003 愛知県名古屋市中区錦2-14-21 円山ニッセイビル[2]
- 関西事業所 - 〒554-0012 大阪府大阪市此花区西九条1-27-12 ロジスティード第二ビル、〒541-0056 大阪府大阪市中央区久太郎町2-2-7 山口興産堺筋ビル、〒541-0056 大阪府大阪市中央区久太郎町3-1-29 本町武田ビル[2]
- 九州事業所 - 〒812-0011 福岡県福岡市博多区博多駅前4-2-20 博多駅前C-9ビル、福岡県福岡市博多区博多駅前2-9-28 福岡商工会議所ビル 8F [2]

## 沿革
- 1973年 - 茨城県日立市に株式会社日立エキスプレス計算センター設立
- 1981年 - 日立物流システム株式会社に商号変更
- 1985年 - 日立物流ソフトウェア株式会社に商号変更
- 2004年 - 中国現地法人 日立物流軟件系統（上海）有限公司設立
- 2006年 - 米国現地法人 Sunrise Logistics Solutions (America), Ltd.設立
- 2018年 - 北海道事業所設立
- 2019年 - 関西事業所（堺筋本町）・九州事業所（福岡開発センター）設立
- 2020年 - 関西事業所（本町）設立
- 2023年 - ロジスティードソリューションズ株式会社に商号変更